# Shampain
A Shampain egy dal Marina and the Diamonds walesi énekesnő debütáló, The Family Jewels című albumáról. 2010. október 11-én jelent meg a korong ötödik és utolsó kislemezeként. A dalt hozzáadták a Radio 1 B listájához.

## Háttér
A Shampain-t a BBC The Cut című szappanoperájának egyik epizódjában használták fel. 2009-ben, mikor készült a szám, a The Shampain Sleeper címet kapta.

## Videóklip
A Shampain videóklipjét Kim Gehri rendezte. 2010. augusztus 24-én forgatták London egyik parkjában. Szeptember 6-án jelent meg a kisfilm. A videó horrorisztikus stílusú, valamelyest Michael Jackson's Thriller-hez hasonlítható; a táncosok például a zombikat helyettesítik.

## Számlista és formátumok
Brit iTunes EP
1. Shampain – 3:11
2. Shampain (Acoustic) – 3:45
3. Shampain (Fred Falke Remix) – 6:57
4. Shampain (Pictureplane's Deep Dolphin Remix) – 3:34
5. Shampain (The Last Skeptik Remix) – 3:23

    Brit CD kislemez
1. Shampain (Single Version) – 3:11

## Slágerlistás helyezések
| Slágerlista (2010) | Legjobb helyezés |
| ------------------ | ---------------- |
| Brit kislemezlista | 141              |

## Külső hivatkozások
- Hivatalos weboldal